# 彼得·許萊爾

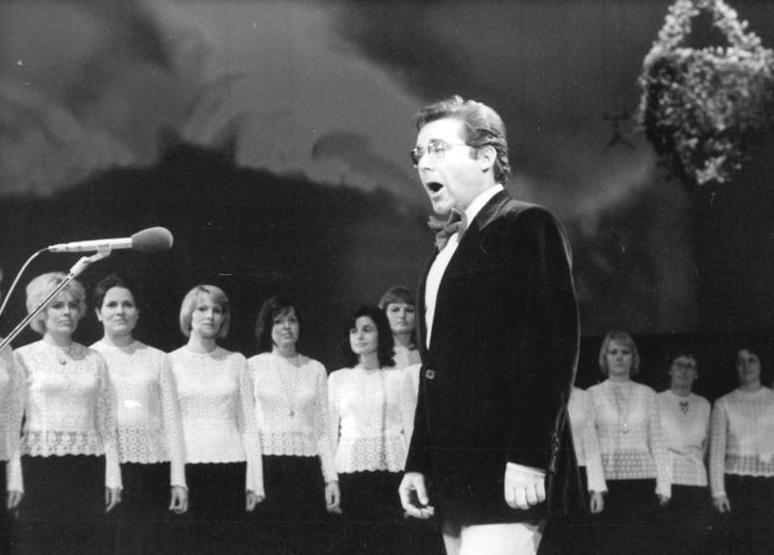
彼得·許萊爾（1976）

彼得·許萊爾（德語：Peter Schreier，1935年7月29日—2019年12月25日），德國著名男高音歌劇唱家，指揮家，以演繹德語歌劇和巴赫各部聖樂中傳道者的角色而聞名於世。
2019年12月25日，許萊亞因病逝世，享壽84歲。

## 荣誉

### 外国勋章奖章
- 旭日小绶章（日本，2019年11月3日公布[1]）

## 作品節選

### 商業錄音
- 貝多芬第9號交響曲，多人，與赫伯特·布隆斯泰特，德累斯顿国家管弦乐团，Berlin Classics，1994年

## 外部連結
- 彼得·許萊爾的Discogs页面（英文）

1. ↑  （日語） (PDF). 内阁府. 2019-11-03  [2023-02-28]. （原始内容存档 (PDF)于2022-01-18）.